# کات‌ریپ
کات‌ریپ (به هلندی: Catrijp) یک روستا در هلند است که در برخن، هلند شمالی واقع شده‌است. کات‌ریپ ۳۱۰ نفر جمعیت دارد.